# Happy Wheels
Happy Wheels è un videogioco per browser in 2D del 2010, sviluppato e pubblicato da Fancy Force. Creato dal designer di videogiochi Jim Bonacci, il gioco è famoso per i contenuti grotteschi e violenti presenti nei suoi livelli.
La prima versione pubblica e giocabile di Happy Wheels è stata la 1.1.0 del 4 giugno 2010, una versione demo che includeva solo 3 personaggi. Con il passare del tempo il gioco è stato aggiornato continuamente aggiungendo sempre più nuovi oggetti e personaggi, fino ad arrivare alla versione 1.87, che include un totale di 11 personaggi.

## Modalità di gioco
Il giocatore seleziona un livello e lo gioca scegliendo un personaggio a scelta tra una rosa che comprende fino a undici individui, ciascuno dei quali governa un piccolo mezzo di trasporto, per completare il livello scelto (non tutti i personaggi sono utilizzabili in qualsiasi livello). Normalmente si deve comandare il personaggio usando la tastiera in modo da fargli raggiungere la fine di un percorso ad ostacoli o fargli raccogliere un certo numero di gettoni, mentre alcuni livelli prevedono obiettivi alternativi o non prevedono un vero e proprio finale. Si può anche utilizzare il mouse cliccando su aree predefinite ottenendo così potenziamenti, trappole o addirittura la vittoria diretta. Il giocatore può anche creare e giocare livelli da sé (i livelli creati vengono pubblicati e resi giocabili dal pubblico, costituendo di fatto la maggior parte dei livelli disponibili).
Il gioco è noto per la sua violenza e il suo carattere grottesco: il personaggio, a causa delle acrobazie o degli ostacoli che incontra, spesso si procura ferite, viene schiacciato o perde parti del corpo, urlando di dolore e perdendo molto sangue visibile sullo schermo. Nonostante le ferite, si può comunque procedere senza difficoltà fino a quando non ci si ritrova decapitati o completamente disintegrati. La vittoria viene considerata valida se il personaggio arriva al traguardo vivo, anche se ferito in modo particolarmente grave. Quando il personaggio viene completamente disintegrato, può comunque succedere che soltanto il suo cuore arrivi al traguardo e la vittoria venga considerata valida.

## Personaggi

Tutti i personaggi di Happy Wheels e i loro veicoli

Ogni personaggio è al comando di un mezzo di trasporto. Ognuno di questi veicoli è dotato di una particolare "abilità", attivabile premendo particolari tasti. I giocatori e gli youtuber che giocano ad Happy Wheels in genere chiamano i personaggi con nomi di loro invenzione (ad esempio Wheelchair Guy viene chiamato "Nonno Chuck" o "The Hobo" e il bambino di Irresponsible Dad è detto "Billy", "Timmy" o "Luke"); in realtà i loro nomi ufficiali non sono nomi propri ma soprannomi che li identificano in base alle loro caratteristiche o ai mezzi di trasporto che essi controllano.
I personaggi selezionabili sono:
- Wheelchair Guy: un anziano signore su una sedia a rotelle con dei propulsori.
- Segway Guy (Business Guy nella versione mobile): un uomo in giacca e cravatta su un segway.
- Irresponsible Dad: un padre irresponsabile in bicicletta con il figlio seduto su un seggiolino.
- Effective Shopper: una donna obesa alla guida di un carrello motorizzato.
- Moped Couple: una coppia di fidanzati su una moto.
- Lawnmower Man: un uomo di colore obeso su un trattorino tosaerba.
- Explorer Guy: un esploratore su un carrello da miniera.
- Santa Claus: un babbo natale con una slitta trainata da elfi anziché renne.
- Pogostick Man: un ragazzo che salta su un pogo.
- Irresponsible Mom: una madre irresponsabile in tandem con i suoi figli.
- Helicopter Man: un uomo obeso che pilota un veicolo simile ad un autogiro.

Vi sono poi alcuni personaggi che non possono essere selezionati singolarmente, come i bambini o gli elfi, ma che possono essere comunque controllati nel gioco.

## Sviluppo
Lo sviluppatore di videogiochi, Jim Bonacci, programmatore e artista di Happy Wheels, ha iniziato a lavorare sul gioco nel 2006. Bonacci ha affermato che la sua ispirazione per il gioco è venuto guardando altri videogiochi per browser basati sulla fisica ragdoll. Bonacci ha dichiarato di aver introdotto la natura violenta del gioco a seguito della sua frustrazione nel vedere le conseguenze di certe azioni che non vengono trattate in modo realistico in altri titoli videoludici. Poiché il gameplay prevede spesso la morte ripetuta del personaggio, Bonacci ha fatto notare di aver fatto un grande sforzo per rendere più piacevole questa parte del gioco.
La versione completa di Happy Wheels è disponibile solo sul sito web originale di Bonacci, mentre le versioni demo del gioco sono concesse in licenza ad altri siti web. Queste versioni demo includono solo alcune mappe in primo piano e solo i primi 3 personaggi.
Ci sono un totale di circa 5 milioni di livelli generati dagli utenti. Il numero totale di livelli giocati invece è di oltre 13 miliardi.
Jason Schymick ha aiutato Bonacci a lavorare sulla programmazione del gioco, anche se diverse persone hanno contribuito. Alec Cove, amico ed ex capo di Bonacci che lavorava su motori fisici basati su flash, è entrato nella casa sviluppatrice Fancy Force nel 2013 e si occupa di tutte le architetture e dello sviluppo dei server.
Il 30 settembre 2014, Schymick ha annunciato lo sviluppo delle versioni iOS e Android del gioco. Il 19 agosto 2015, Happy Wheels è stato rilasciato gratuitamente sull'App Store. Nel 2020 il gioco è stato reso disponibile gratuitamente anche su Google Play. Sempre nello stesso anno, Jim Bonacci ha scritto sulla pagina ufficiale del gioco che si sta pensando a un sequel del gioco, ma questo non è ancora sicuro.